# Radzieckie okręty podwodne typu S
Okręty podwodne typu S (Средняя) – typ budowanych w Związku Radzieckim okrętów podwodnych projektu niemieckiego biura konstrukcyjnego Ingenieurskantoor voor Scheepsbouw (IvS) z siedzibą w Holandii. Okręty trzech różniących się w niewielkim stopniu między sobą serii tego typu: IX, IX-Bis oraz XVI, były najskuteczniejszymi radzieckimi jednostkami podwodnymi II wojny światowej, zatapiając łącznie siedem nieprzyjacielskich okrętów i statki transportowe o łącznej pojemności 82 770 BRT. Do tak okazałej pojemności bardzo przyczynił się komandor podporucznik Aleksandr Marinesko, który dowodząc okrętem podwodnym S-13 zatopił na przełomie stycznia i lutego 1945 roku niemieckie statki MS Wilhelm Gustloff i SS General von Steuben. 
82 770 BRT stanowiło 1/3 całkowitego tonażu zatopionego podczas tej wojny przez radziecką flotę podwodną.

## Konstrukcja
Okręty typu Staliniec stanowiły zmodyfikowaną przez niemieckie IvS, w celu dostosowania do wymagań radzieckich, wersję opracowanych przez to biuro konstrukcyjne dla Hiszpanii okrętów podwodnych typu E-1. Radzieckie wymagania dotyczyły zwłaszcza zwiększenia prędkości nawodnej, zwiększenia mocy silników Diesla oraz powiększenia przestrzeni zajmowanej przez maszynownię. Podczas budowy trzech pierwszych jednostek, asystowali specjaliści niemieccy ze stoczni Deschimag w Bremie. W okrętach drugiej serii (IX-Bis) zastosowano silniejsze akumulatory oraz usunięto osłonę 100 milimetrowego działa, w jednostkach serii XVI natomiast, zastosowano konstrukcję całkowicie spawaną zamiast nitowanej, a także zastosowano stal o większej wytrzymałości, co pozwoliło na zwiększenie głębokości zanurzania.

## Galeria

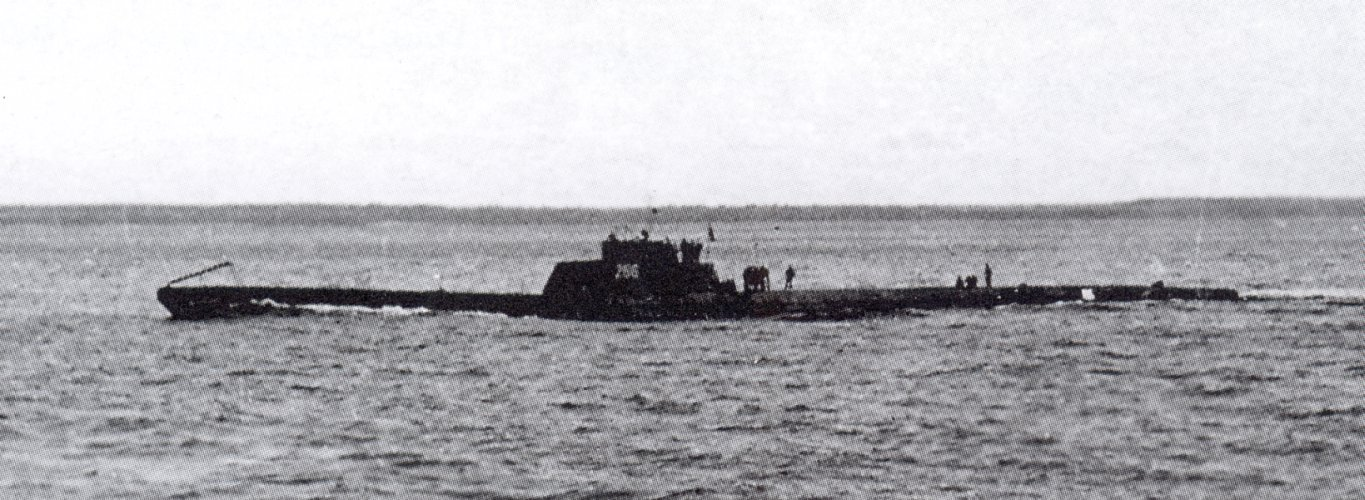
Okręt podwodny S-1 bez 100 mm działa (1936)
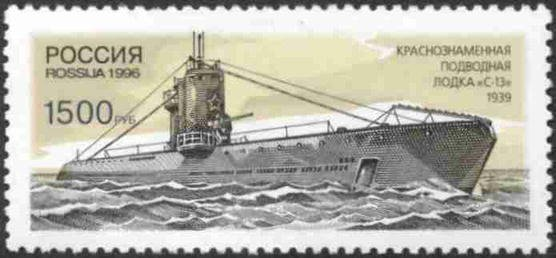
Okręt podwodny S-13 na rosyjskim znaczku pocztowym (1996)
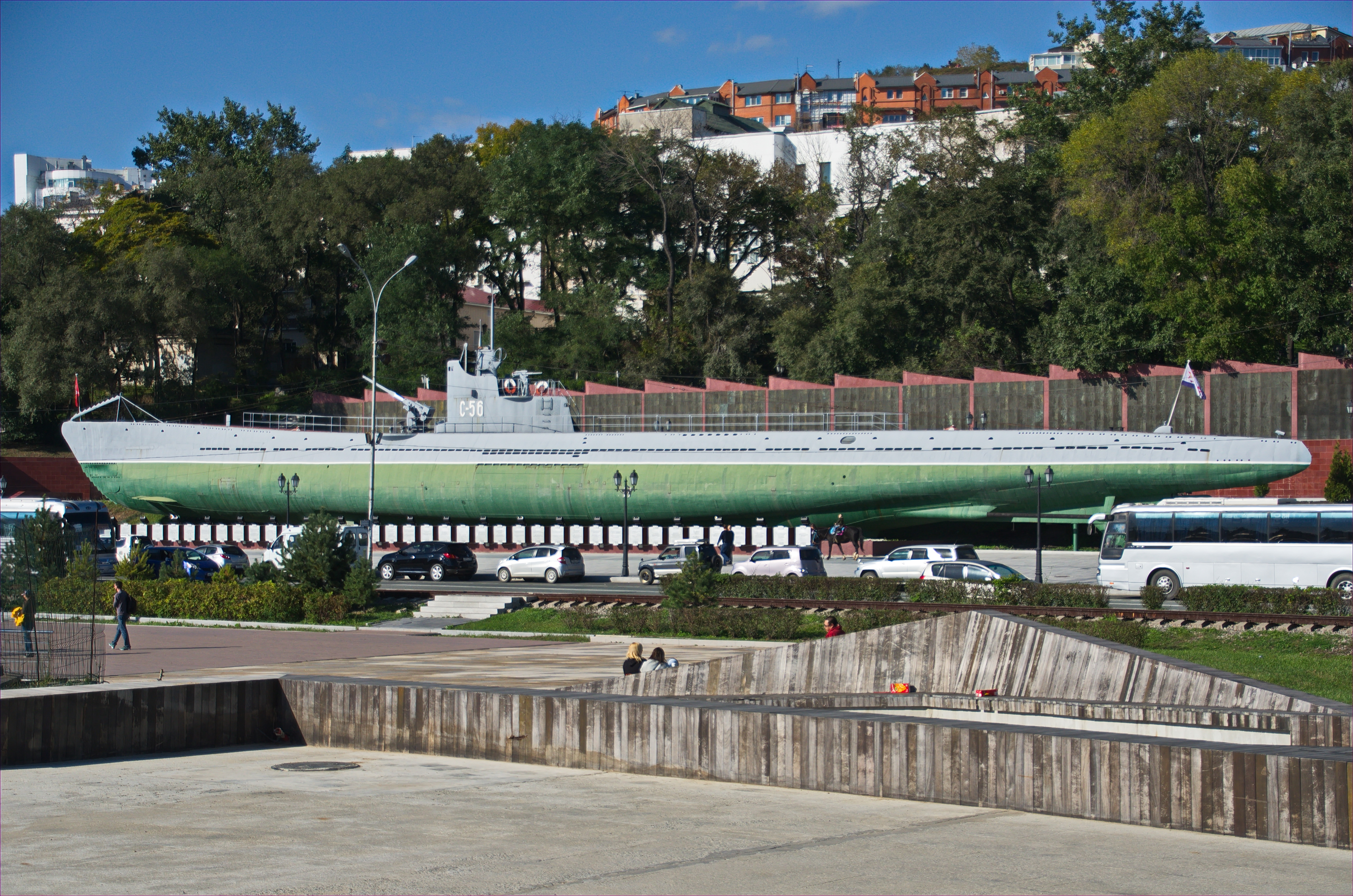
Okręt podwodny S-56 jako okręt muzeum we Władywostoku (2015)